# D型潜水艦
D型潜水艦は、ソ連海軍の潜水艦の艦級。正式艦級名称は第1系列潜水艦デカブリスト（Подводные лодки серии I «Декабрист»）である。

## 開発
D型潜水艦は、ロシア帝国海軍の後継組織となったソビエト連邦海軍が、最初に運用した潜水艦である。当時のソ連は、ロシア革命や第一次世界大戦による混乱などの影響で、造船計画は遅延し、海軍力は低下していた。そのためソ連海軍首脳部は艦艇新造の必要性を感じ、1923年に新型潜水艦の開発を独断で（革命軍事評議会の承認を得ずに）決定した。本型はバルト造船廠（旧オルジョニキーゼ造船廠）のマリーニン技師を主任設計者として開発が開始された。
革命直後のソ連の工業力・技術力では潜水艦建造には不十分だったため、本型の開発にあたっては諸外国からの技術導入を多数必要とした。船体はイタリアから輸入した図面を参照し、発動機はドイツ共和国のMAN社より輸入した鉄道用ディーゼルエンジンを参考とした。

## 特徴
船体は、当時の先端鉄鋼技術を駆使したステンレス合金を採用した、リベット接合式の複殻式構造であった。耐圧殻直径は4.76mであり、実用潜航深度は75m、限界潜航深度は90mであった。浸水発生時の被害を最小限に留めるため、船体は水密区画によって分割した。従来の潜水艦は基本的に船体は1区画のみで構成されていたが、本型では7区画に分割され、各区画は防水壁とハッチで隔離されていた。
本型は技術水準の低さに起因する不具合も多かった。バラストタンクの配置が悪く、潜航時には船体重心に偏りが生じた。注排水装置や空気圧縮装置の性能不足から、潜航・浮上に要する時間も長かった。ベアリングの不良から、機関を最大出力で20時間運転すると動力伝達軸が破損した。そのため性能は不十分であり、建造は6隻に留まった。

## 運用
1927年から建造が開始され、1930年までに6隻が竣工、各艦にはD-1からD-6までの番号が与えられた。第二次世界大戦時には旧式化していたが前線で活躍し、4隻が沈没した。1958年までに全艦が退役したが、一部は博物館に展示されている。